# 定州清真寺
定州清真寺，位于中国河北省定州市中山中路，已列为全国重点文物保护单位。定州清真寺现存建筑为元代至清代修建。

## 保护
2013年3月5日，定州清真寺由中华人民共和国国务院公布为第七批全国重点文物保护单位，编号7-0736-3-034。